# ドルビーノイズリダクションシステム

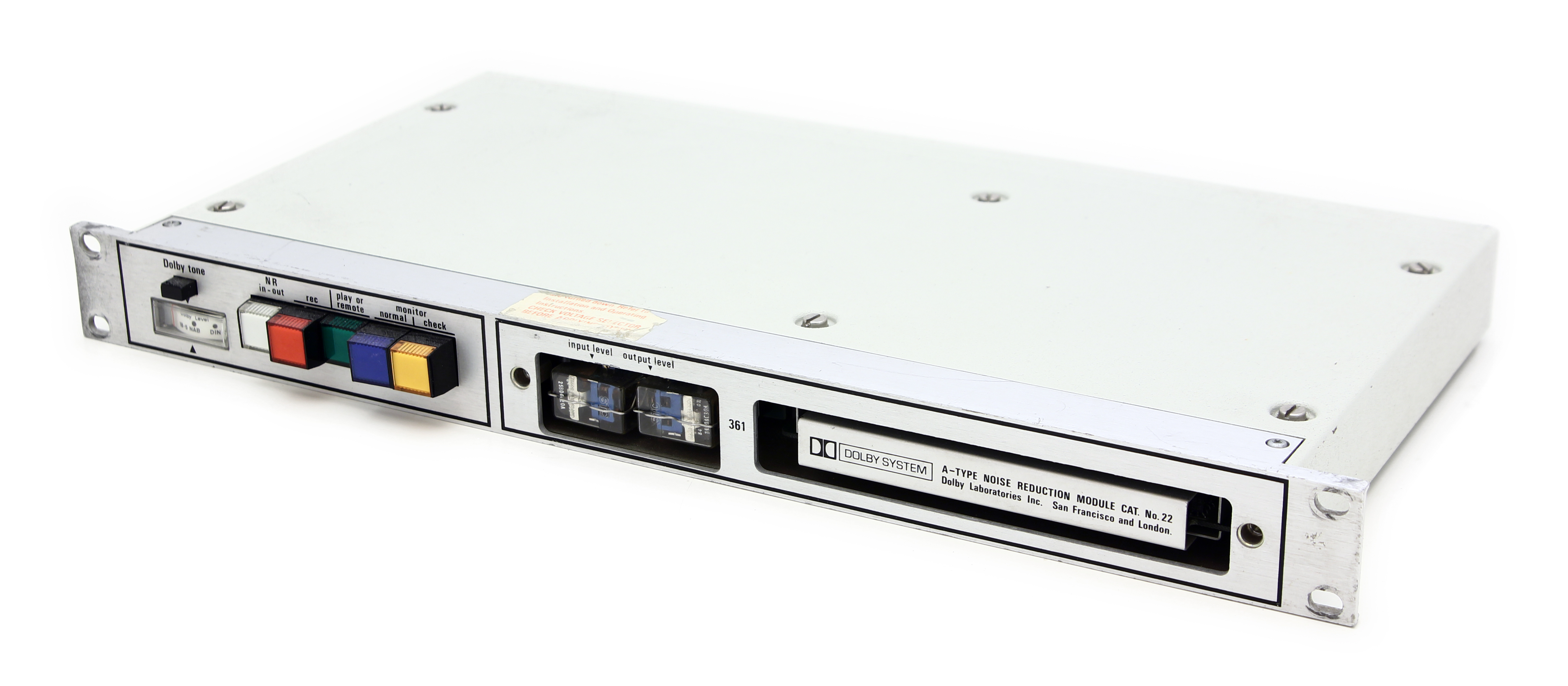
ドルビーAタイプのNRモジュール Dolby 361

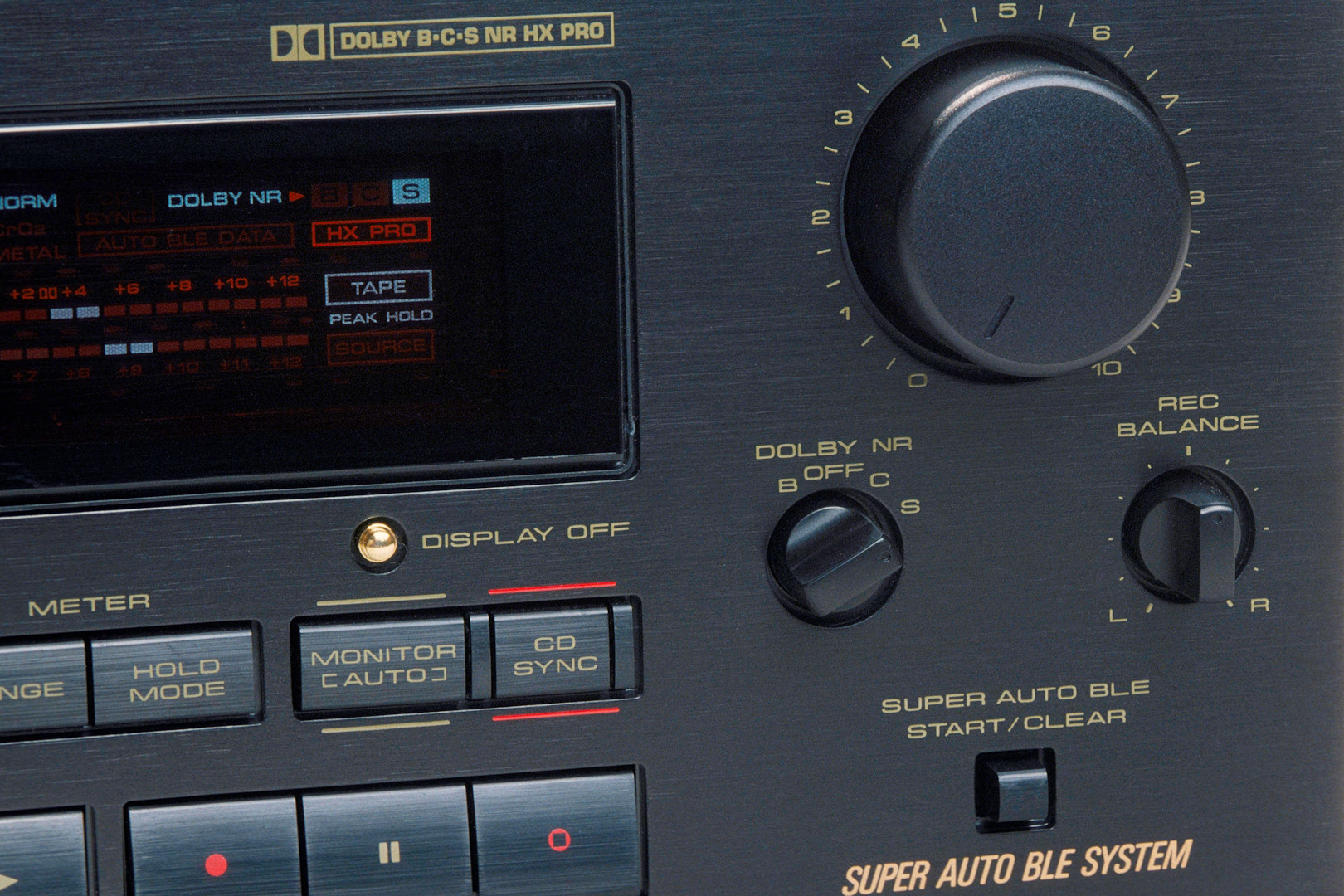
ドルビーB/C/SタイプのNRシステムを備えたカセットデッキ

ドルビーノイズリダクションシステム（Dolby Noise reduction System）とは、ドルビーラボラトリーズ社によって開発されたノイズリダクションシステムである。1966年に最初の実用システムが開発されて以来、ノイズリダクションシステムの主流として広く用いられている。

## 概要
システムには業務用のA、SR、民生機用のB、C、Sがある。尤も、Bはコンパクトカセット用デッキ、およびエルカセット用デッキ、Hi-Fi音声記録が規格化される前のごく一部のノーマルステレオ音声記録対応VHSビデオデッキに、CとSはコンパクトカセット用デッキにそれぞれ搭載され、再生時に発生するテープヒスノイズを低減するのに用いられる。
ノイズリダクションを示す表記、或いは略記として「NR」（Noise reduction）と記述される事が多く、本項もそれに倣う。
ちなみに混同されやすいdbxは、dbx社が開発したノイズリダクションシステムであり、ドルビーとの関連性はない。

## ドルビーAタイプ
最初に開発されたシステムで、主に業務用途での録音・再生に使用された。このシステムでは、20 - 20,000Hzを4分割して、各帯域で圧縮、伸張を行う。これにより、約10 - 15dBのS/N比の改善が得られる。
1966年にイギリスのデッカ社が、自社のレコードのマスターテープに初めてこのシステムを導入した。映画音響の製作にも1970年代中期までにはAタイプのNRが導入されていた。ジョージ・ルーカス監督の『スター・ウォーズ』とスティーヴン・スピルバーグ監督の『未知との遭遇』をきっかけに、ドルビーAはサラウンド音声「ドルビーステレオ」にも本格的に使われるようになり、映画館の音質改善にも寄与した。

## ドルビーBタイプ
1969年に開発され、Aタイプを基に簡略化し民生用で使える仕様にしたもので、一連のドルビーNRとしては最も広く普及した。ヒスノイズが耳につく高い周波数の入力音声信号を、テープに記録する際にレベルを上げて記録（エンコード）し、再生するときには元のレベルに戻して再生（デコード）する。これにより、聴感上ヒスノイズが低減される。ただし単純にレベルを上げるだけでは、大きな入力レベルの時に飽和を起こしてしまい、まともに記録できない。そこで、大きな音の時にはノイズが聞こえにくいという、人間の耳のマスキング効果を利用し、入力レベルが大きい時には倍率を上げず、小さい時には倍率を上げる、圧縮記録の考え方を用いている。最も入力レベルが小さい時には150Hz付近からレベル上昇させ、5kHz付近でのS/N比が約10dB改善されるように設定されている。
メリットは、S/N比の改善、ダイナミックレンジの拡大である。デメリットは、テープまたはデッキの周波数特性に乱れがあるとそれが拡大される、録音時にバイアスと録音レベルの調整を正しく行わないと正しく再生されない、パンピング（動的副作用）と言って、パルス性の信号（キックドラムや木琴などのように立ち上がりが速くて響きが時間的に短い音）に対して、再生時に追従しきれずにノイズが浮き上がって聞こえてしまう（ブリージングノイズ）、という現象などが発生する。また、体感的な問題として、音がこもりやすいというのも良く挙げられる。
カセットデッキに記載されているドルビーノイズリダクションの表記として、「DOLBY NR」や「DOLBY SYSTEM」と書かれているものは、このドルビーBタイプに相当する。
1970年、日本ビクター（現・JVCケンウッド）は、4チャンネルステレオレコードの、差信号のノイズ低減のために、ノイズリダクションシステム「ANRS」を開発。1972年よりコンパクトカセット用のノイズリダクションシステムとして同社のカセットデッキやごく一部のステレオラジカセ（例・RC-M90）、および3電源対応可搬型ミニコンポ（例・PC-3、PC-5、PC-7）等に順次搭載されたが、ドルビーBタイプと同等の仕様となっており、互換性がある。なお、ANRSの発展・改良型となるSuper ANRSはドルビーBタイプや後述するドルビーCタイプとは互換性がない。
アメリカではFM放送をドルビーBタイプでエンコードし、受信機側でデコードしてノイズを減らすドルビーFMシステムが1971年に登場、いくつかの放送局で試みられた。しかしこれは成功を収めることはなく1974年頃には次第に終息に向かった。対応するFMチューナーがいくつか発売され、内蔵するドルビーBタイプユニットを外部デコードプロセッサとして使用できるモードを備えたカセットデッキも少数発売された(TEAC A650海外仕様等)。
ドルビーBタイプはカセットデッキの手軽な音質改善機能として多くのユーザーに使われ成功を収めた。当初はハガキ大のプリント基板にディスクリート素子が大量に搭載された処理ボード（いわゆるゲートアレイ）が必要で、多数のトリマー調整を要したため高価であり、高級機にしか採用されなかったが、すぐにIC化（1チップ化）されて普及機種にも搭載されるようになった。
2014年12月、この当時の新品で購入可能なアナログカセットデッキとしては唯一、ドルビーBタイプNRを搭載したティアックのAD-RW900（CDレコーダー搭載一体型シングルアナログカセットデッキ）が生産終了・出荷終了したことにより、名実共にドルビーBタイプNRは1970年の製品化開始から44年の歴史に幕を下ろすこととなった。
2018年3月には、ティアックからドルビーBタイプNR、またはANRSで録音されたカセットテープに対応させるべく、同社が独自に開発したドルビーBタイプNR/ANRS互換再生専用カスタムノイズリダクションを搭載したオートリバース非対応のダブルカセットデッキW-1200が発売された。

## ドルビーCタイプ
民生用。概念的にはBタイプノイズリダクションシステムを2回通したのと同じで、効果も2倍である。ドルビーBタイプは高域のみのノイズ低減効果を実現したものだが、Cタイプでは高音に加え中音域のノイズ低減も実現している。日本では1981年1月15日に発売されたアイワ（初代法人）のAD-FF3、およびAD-FF5、AD-FF6が民生用初のドルビーC搭載カセットデッキとなる。
さらにCタイプでは、過大信号が入力されたときに磁気飽和することを防ぐ目的で圧縮伸張操作を行い（アンチサチュレーション）、これにより歪みにくくなる。これらの操作により、入力信号のスペクトラムの山谷は小さくなる。その結果録音レベルを高く設定することができ、より高いノイズ低減効果を得ることができる。
ノイズリダクションの効果がBタイプより大きいため、ノイズリダクションを経由すると発生する音質の変化もBタイプに比べて大きくなるデメリットがある。また動作点の調整がシビアであり、録音されたのと異なる機材で再生すると音が変わってしまいやすかった。
Bタイプとの互換性はないため、Cタイプで記録したテープをBタイプしか装備していない再生（録再）機器で再生すると、高域が目立つ再生音になり、逆にBタイプで記録したテープをCタイプ対応の再生機器で「Cタイプのスイッチを入れて再生」すると、逆に高域がこもった再生音になる。ただし、Cタイプの回路をBタイプに切り替えることは簡単であり、多くの機種ではBタイプとCタイプの両方に対応したドルビーICで機能を実現していたことから、Cタイプの内蔵機器のほとんどすべては、Bタイプにも対応している。
ラジカセ、ヘッドホンステレオなどのローエンド機やカーオーディオまで幅広く普及したBタイプに比べ、Cタイプは中 - 高級機でのみの搭載となる事が多い。上記のBタイプや後述するSタイプ同様、当初はハガキ大のプリント基板にディスクリート素子が大量に搭載された処理ボードが用いられていたが、すぐにIC化されてコストダウンが進んだ。
ちなみに、日本においてバブル景気全盛の1980年代末期 - 1990年代最初期には、ごく一部の高価格帯のCDラジカセやヘッドホンステレオ（ポータブルステレオカセットプレーヤー）、カーオーディオなどにもCタイプが搭載されていた機種も存在していた。また、日本の音響メーカーとして最後にCタイプが搭載された機種は2005年4月に発売されたオンキヨー（旧法人。現・プレミアムオーディオカンパニーテクノロジーセンター）のハイコンポ（プレミアムミニコンポ）「INTEC205」シリーズ用カセットデッキのK-505FX（メタルテープ(TYPE IV)による録音・再生対応機種としても最後に発売された機種）である。

## ドルビーSRタイプ
1986年発表の業務用のノイズリダクションシステム。"SR"は"Spectral Recording"の略。ドルビーA、B、Cタイプのデメリットを改善して作られた。映画のサウンドトラックも、このSRの登場でサラウンド音声も「ドルビーステレオSR」に進化した。
デジタル録音が1980年代には普及し始めるが、ドルビーSRは高価なデジタル録音システムに負けない高音質を得られたため、録音スタジオやミュージシャンが好んで使用し、デジタルレコーダーでマルチ録音されたソースをアナログ2チャンネルレコーダーでミックスダウンする際ににも活用されていた。
映画音響では、デジタルサウンドトラックの多チャンネル化が進んでもなお、ドルビーSRを使用したアナログサウンドトラックが併せてフィルムに付けられている。

## ドルビーSタイプ
1990年に登場。業務用のドルビーSRタイプノイズリダクションシステム（上記参照）を基に、民生機用に設計し直した規格。日本では1991年9月1日に発売されたアイワ（初代法人）のXK-S9000、およびXK-S7000が民生用初のドルビーS搭載カセットデッキとなる。
低音域でもノイズリダクション効果があり、原理的にパンピング（動的副作用）が発生しない。BタイプやANRSと聴感的な互換性があり、Sタイプで録音したテープがBタイプやANRSでもさほど違和感なく再生ができる（事実上の簡易再生）というメリットがある。勿論、Sタイプで録音したテープは、Sタイプを備えたテープレコーダーで高忠実再生が可能となる。
しかし、既にプロ用、および民生用のDATというCDの音質を凌駕するデジタル録再機が市場に登場から数年後、新機種の投入に伴う開発・生産等によるコストダウン・量産化からもたらされた低価格化によって普及し始めた時に投入された点はともかく、程なくMDやDCCなどといった新しい圧縮系コーデック（前者がATRAC、後者がPASCと呼ばれる各種コーデック）の民生用デジタル録再機が台頭し始めたことや、最初期のドルビーS基板は回路構成が複雑で高価だった（その後1チップ化され回路構成のコストダウンや搭載機種の低価格化が急速に進んだ）ことから、搭載製品はかつてのB・Cタイプほどの普及までには至らず、短命に終わり、2004年末までにドルビーSを搭載したカセットデッキは全て生産終了し、2005年末までに流通在庫品が全て販売終了となった。
日本の音響機器メーカーでドルビーSタイプを搭載した機種を開発、および発売した音響メーカーは先述のアイワのほか、パイオニア（ホームAV機器事業部。現・プレミアムオーディオカンパニーテクノロジーセンター）、ティアック、ソニー（初代法人。現・ソニーグループ）、ケンウッド（現・JVCケンウッド）、ヤマハ（現・ヤマハミュージックジャパン）の計6社に留まった。
この当時DCC（デジタルコンパクトカセット）に参入していた松下電器産業（現・パナソニックホールディングス）や日本ビクター（現・JVCケンウッド）、日本マランツ（現・ディーアンドエムホールディングス）のほか、ソニーが規格した次世代デジタル録音フォーマットのMD（ミニディスク）に参入していた日本コロムビア（DENONブランド、現・ディーアンドエムホールディングス）やオンキヨー、この当時三菱電機と共同でA&Dブランドを展開していた（1991年を以って新規開発終了、1994年までにブランド終了）赤井電機（現・AKAI professional）、ほぼ高級クラスのカセットデッキを製造していたナカミチなどの日本の音響機器メーカーはドルビーSタイプを搭載した機種は1機種も投入されなかった。

## MPXフィルター
FMやアナログ地上波テレビの放送で使用される19kHzのパイロット信号はドルビーNRの高周波レベル検出時に誤作動の原因となるため、マルチプレックス(MPX)フィルターが必要になる。急峻な特性でハイカットを行うため音質への影響は避けられずMPXのON/OFFが切替えられるFMチューナーやカセットデッキも珍しくないが、仕様上MPXフィルターを搭載しながらON/OFF切替機能を持たない廉価なカセットデッキではタイプB/C/SのドルビーNR回路と連動するMPXフィルターがワンチップに統合されたICが使われ、ドルビーNRがONになっている限り15 - 19kHzより高い周波数は一律でカットされていた。

## ドルビーと映画
- 1971年に公開されたスタンリー・キューブリック監督の英国映画『時計じかけのオレンジ』が、世界初のドルビー音声映画となる（録音時のみ、上映時はモノラル）。エンドクレジットにも表記されているが、商標のドルビーマークは当時存在しなかった。
- 日本映画では1981年公開の『連合艦隊』で初めて採用された。